# Everton (Arkansas)
Pour les articles homonymes, voir Everton.
Everton est une municipalité du comté de Boone, dans l'État de l'Arkansas aux États-Unis.

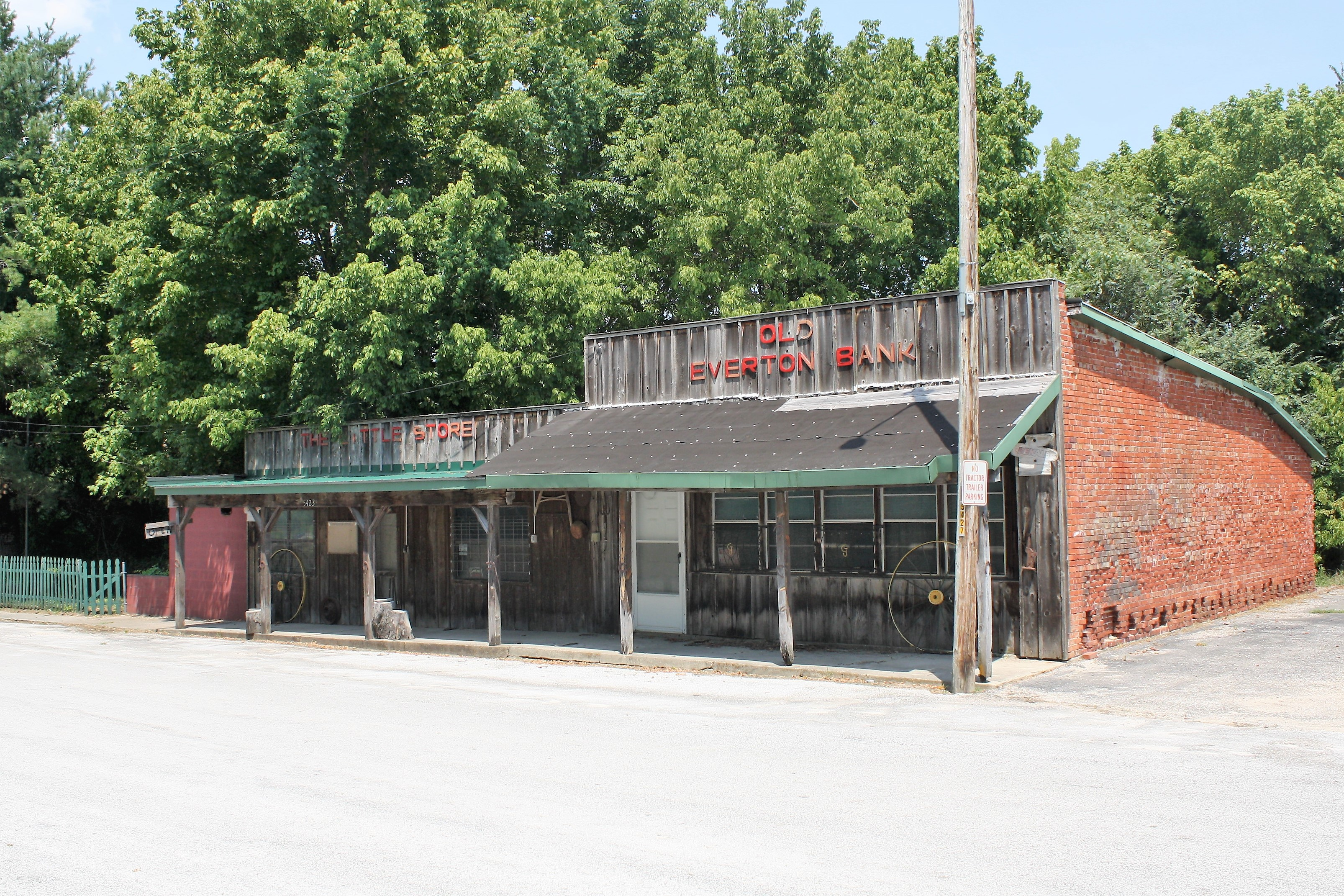
Centre-ville d'Everton

## Démographie
| 1930 | 1940 | 1950 | 1960 | 1970 | 1980 |
| ---- | ---- | ---- | ---- | ---- | ---- |
| 180  | 190  | 198  | 118  | 124  | 134  |

| 1990 | 2000 | 2010 | - | - | - |
| ---- | ---- | ---- | - | - | - |
| 150  | 170  | 133  | - | - | - |